# Шац, Борис
Борис Шац (рожд. Борис Ильич (Залмен-Бер) Шац, в Израиле также известен как Барух Шац и Борис Цемах Шац, англ. Boris Schatz; 23 декабря (по другим данным 4 декабря) 1866, Ворно, Ковенская губерния, Российская империя — 23 марта 1932, Денвер, штат Колорадо, США) — еврейский скульптор, живописец, деятель культуры. Работал в Болгарии и Палестине.

## Биография
Родился в Ворно (ныне Варняй) близ Ковно (ныне Каунас, Литва). Учился в иешиве в Вильне (Вильнюс), где сблизился с группой Ховевей Цион. В 1889 году Борис отправился в Париж, где поступил в Академию живописи Кормона и мастерскую скульптора М. Антокольского, став впоследствии его помощником. В это время он создал свои первые значительные произведения.
В 1895 году Шац получил должность придворного художника болгарского князя Фердинанда. В Софии в 1896 году он был в числе основателей государственной Рисовальной школы, впоследствии — Болгарская национальная художественная академия, которую и возглавил. Кишинёвский погром 1903 года вернул Шаца в круг еврейских проблем, в результате чего он увлёкся идеями Т. Герцля.
На 7-м Сионистском конгрессе в Базеле (1905) Борис Шац выступил с предложением основать в Палестине художественную школу, где молодое поколение евреев могло бы обучаться всем видам изящных и прикладных искусств. Движимый этой мечтой, в 1906 году он отправился в Иерусалим, где открыл Школу искусства и ремёсел Бецалель (с 1969 года — Академия художеств и прикладного искусства Бецалель). Вдохновлённый Торой, он назвал новую школу именем Бецалеля (в русской традиции Веселеила). Но планы Шаца шли гораздо дальше: он считал, что Иерусалиму нужен музей. Благодаря финансовой поддержке немецких сионистов рядом со школой был создан музей «Бецалель». В 1964 году в Иерусалиме был создан государственный «Музей Израиля» и музей «Бецалель» стал его частью, перестав существовать самостоятельно. Тем не менее, большое собрание произведений еврейского религиозного искусства в Музее Израиля до сих пор представлено в качестве коллекции музея «Бецалель».
Борис Шац был мечтателем, в весьма утопических видениях которого переплетались природа и искусство. Человеком он был довольно непрактичным и ему, в итоге, было отказано в дальнейшей финансовой поддержке. Его усилия найти деньги в США оказались тщетными.
В 1932 году, во время очередных поисков финансирования в США, Борис Шац умер, и школа «Бецалель» в Иерусалиме на некоторое время была закрыта.
Тем не менее, всего через год после смерти Бориса Шаца в Палестину начинают прибывать еврейские художники, покинувшие гитлеровскую Германию. Благодаря Мордехаю Наркису (1898—1957), долгое время сотрудничавшему с Борисом Шацем, в 1935 году была открыта «Новая школа Бецалель» и восстановлен музей.
Первоначально школа «Бецалель» располагалась в ветхом доме, окружённом каменной зубчатой стеной — одной из достопримечательностей города. В наши дни это здание стало «Домом художников», где молодые таланты ежегодно выставляют свои произведения.

## Творчество
В период своего пребывания в Париже (1889—1895) Шац создал ряд значительных произведений, среди которых статуи «Моисей на горе Нево» (1890) и «Маттитьяху Хасмоней» (первый вариант — 1894, цинк), образы еврейских старцев. В этот период Шац создал также ряд портретов (лучшим из которых считается рельефный медальон «М. Антокольский», 1894, бронза).
В качестве придворного художника царя Болгарии Шац выполнял официальные заказы, в том числе эскиз памятника героям Освободительной войны 1876 года (1901). Нередко художник обращается к народной тематике, изображая, главным образом, старых людей («Болгарская старуха», 1897, гипс; «Сидящий еврей», 1902, терракота).
В 1903 Шац создал два рельефа, ставшие впоследствии самыми известными его произведениями: «Встреча субботы» (бронза) и «Хавдала» (бронза).
В период творчества художника в Палестине центральное место в его произведениях занимают образы великих евреев прошлого — эскиз к статуе «Моисей со скрижалями» (1918, гипс), где чувствуется влияние работы «Христос перед судом народа» М. Антокольского, пророки — «Иеремия» (1911), «Исайя» (1918; оба — бронзовые рельефы).
В 1920-е годы Шац создал также известные скульптурные портреты Т. Герцля (Музей Т. Герцля, Иерусалим), Х. Н. Бялика (1929), В. Жаботинского (1920), Э. Бен-Иехуды (1922), Г. Л. Сэмюэла (1924), И. Зангвилла (1929/30).